# 喬治·斯蒂格勒
喬治·約瑟夫·斯蒂格勒（英語：George Joseph Stigler，1911年1月17日—1991年12月1日），生於美國華盛頓州的西雅圖市，經濟學家、經濟學史家、芝加哥大學教授及1982年諾貝爾經濟學獎得主。他被認為是芝加哥經濟學派的一員，立場屬於新古典主義經濟學。

## 生平
斯蒂格勒是第二代移民，出生時他的父母都已經獲得公民權。父親是第一代的德國移民，母親則是第一代的匈牙利移民。據其自傳中說法，在三歲前他只知道有德文一種語言。長大後，斯蒂格勒的求學路一帆風順，先后得到華盛頓大學企業管理學學士(1931年)、西北大學企業管理學碩士(1932年)跟芝加哥大學的博士學位(1938年)。斯蒂格勒的教執生涯首先是從愛達荷大學開始的，從1936年至1938年擔任助理教授。1938年至1946年任教於明尼蘇達大學，當中於1941年升為正教授。
1946年是很重要的一年，這一年斯蒂格勒得知他的母校芝加哥大學希望他參加教授徵選的面試，跟他同一天前來應徵的另一位教授候選人是米爾頓·弗里德曼。結果是：由弗里德曼獲得了這僅有一個的教授缺。落選的斯蒂格勒來到布朗大學短暫地任教一年至1947年。1947年至1958年任教於哥倫比亞大學，這段時間斯蒂格勒的經濟思想趨於成熟。1958年芝加哥大學再度有一個教授缺額，斯蒂格勒終於得償所願被聘為正教授，其後在芝加哥大學裡經歷了芝加哥經濟學派引領風騷的二十年多個年頭。1977年在斯蒂格勒的指導下創立了「芝加哥大學經濟與國家研究中心」（Center for the Study of the Economy and the State）並出任該所主任。1981年斯蒂格勒從經濟系教授職上退修，但持續擔任研究中心主任至1991年去世為止。

## 學說主張
- 斯蒂格勒是「資訊經濟學」研究方向的提倡者之一，自其論文《資訊經濟學》於1961年發表至今，該研究已經成為今日經濟學科中的顯學，近年來產生過多位諾貝爾經濟學獎得主。
- 斯蒂格勒在非經濟學專業的讀者當中也很有知名度，他經常對公共政策發表意見因而被政治人物所引用。其最為人所知悉的貢獻便是證明「自由的市場機制」至今仍是最有效的模式，並且使用計量經濟學新進的研究成果，舉出很多政府為了提高效率而做的管制其結果要不是毫無幫助就是產生反效果。
- 斯蒂格勒也是一個頗受尊敬的經濟學史家，1977年任美國經濟學史學會（History of Economics Society）會長
- 在芝加哥經濟學派中，斯蒂格勒的實證性格為學派帶來了理性討論的氣氛。他繼承了恩師法蘭克·奈特將經濟學視為科學的強烈求真慾望，身為一個新古典經濟學者斯蒂格勒卻能夠反對新古典經濟學的本位主義。當經濟學的研究者將弗里德曼與斯蒂格勒這兩位芝加哥經濟學派第二代人物做比較時，多會注意到弗里德曼的好辯、爭勝跟辯才無礙，相較之下斯蒂格勒則顯得幽默、溫和與實事求是。因此斯蒂格勒偶爾會贏得來自不同陣營者的賞識。

## 主要著作
- 《價格理論》(The Theory of Price)，1946年，麻省理工學院出版社
- 〈資訊經濟學〉(The economics of information)，1961年載於《政治經濟學期刊vol.69》
- 《知識份子與市場》(The Intellectual and the Market Place)，1963年
- 《經濟學史論文集》(Essays in the History of Economics)，1965年，芝加哥大學出版
- 《人民與國家：管制經濟學論文集》(The Citizen and the State:Essays on Regulation)，1975年，[美國]芝加哥大學出版。中文版：1994年，[台灣]遠流出版社
- 《經濟學佈道家》(The Economist as Preacher)，1982年，[美國]芝加哥大學出版社。中文版：1993年，[台灣]遠流出版社
- 《史蒂格勒自傳：一個不接受管制的經濟學家》(Memoirs of an Unregulated Economist)，1988年，[美國]基礎讀物出版社(Basic Books)。中文版：1994年，[台灣]遠流出版社

## 內部聯結
- 計量經濟學
- 訊息經濟學
- 經濟學史
- 芝加哥經濟學派